# Benedikt Josef Labre
Svatý Benedikt Josef Labre (26. března 1748 Amettes, Pas-de-Calais – 26. dubna 1783 Řím, Papežský stát) byl francouzský poutník a mystik, zdržující se zejména v Římě. Již během svého života byl mnohými vnímán jako svatý. Kanonizační proces byl zahájen po jeho pohřbu v roce 1783, v roce 1860 byla uzavřena prvotní část s titulem blahoslavený. V roce 1883 byl prohlášen za svatého. Je uctíván jako patron lidí bez domova, mentálně nemocných, opuštěných a odmítaných.

## Život
Benedikt Josef Labre se narodil 26. března 1748 v Amettes, ležící v hrabství Artois. Pocházel z 15 dětí. Otec si povšiml zvláštní povahy svého nejstaršího syna a s domněnkou, že by mohl být vhodným kandidátem pro kněžskou službu jej svěřil k výchově svému bratrovi Františkovi. František Labre byl sám kněz a začal Benedikta učit základy latiny. Vzdělával jej i ve čtení, psaní a katechismu.
Když bylo Benediktovi 16 let, oznámil rodičům přání vstoupit do kláštera. Ideálně však do co možná nejpřísnějšího; řádu cisterciáků přísné observance (tzv. trapisté). To se ovšem nesetkalo s pochopením jak ze strany rodičů, tak ze strany trapistů v opatství La Trappe. Druhý pokus o přijetí do kláštera proběhl u mnichů z kartuziánského řádu. Kartuziáni jej přijali, avšak po čase musel odejít, protože pobyt v prostorách kláštera v něm vyvolával nevolnosti, které se projevovaly zejména zvracením. Benedikt stále toužil po tom nejpřísnějším možném klášterním životě, proto se vydal potřetí, konkrétně do dalšího trapistického kláštera v Sept Fons. I tam byl nakonec odmítnut. Zkusil ještě jednou pobyt v jiném kartuziánském klášteře, kde mu však nakonec představený řekl: Prozřetelnost vás nevolá k našemu způsobu života. Následujte Boží vnuknutí.
Výzvu otce představeného Benedikt zkoumal během následujících 15 let života. Během té doby pěšky putoval Evropou po poutních místech a postupně rozpoznával, že právě to od něj Bůh chce. Živil se ovocem a kořínky, které našel, když dostal nějaký dar, nikdy si jej nenechával pro sebe, vždy nalezl někoho ještě potřebnějšího, než byl on sám. Potulným způsobem žil, zdržoval se zejména v Římě.
Benedikt s sebou vždy nosil Bibli, breviář a Následování Krista. Vzdělával se v křesťanském učení, o kterém pak mluvil s lidmi z okraje společnosti, hlavně s bezdomovci. Svým zjevem působil jako jeden z nich, a proto jej často lidé litovali: „ubohý nešťastník“. On odpovídal: „Proč nešťastník? Nešťastníci jsou lidé v pekle, kteří ztratili Boha navždy.“
Připojil se k třetímu řádu Františkánů. Horlivě hlásal evangelium a ve zbývajícím čase většinou klečel v jednom z (římských) kostelů a modlil se (často až 40 hodin v kuse). Ještě v den smrti byl na dvou pobožnostech (byl předvečer Zeleného čtvrtka) a večer zemřel. Ihned po smrti se začaly šířit zprávy o uzdraveních, ke kterým mělo dojít na jeho hrobě a na jeho přímluvu.